# Madrid Tennis Grand Prix 1982
Il Madrid Tennis Grand Prix 1982 è stato un torneo di tennis giocato sulla terra rossa. È stata l'11ª edizione del Madrid Tennis Grand Prix che fa parte del Volvo Grand Prix 1982. Si è giocato a Madrid in Spagna dal 26 aprile al 2 maggio 1982.

## Campioni

### Singolare
Guillermo Vilas ha battuto in finale  Ivan Lendl con il punteggio di 6–7, 4–6, 6–0, 6–3, 6–3

### Doppio
Pavel Složil /  Tomáš Šmíd hanno battuto in finale  Heinz Günthardt /  Balázs Taróczy con il punteggio di 6–1, 3–6, 9–7